# هلان (ورگهان)
هلان یکی از روستاهای استان آذربایجان شرقی است که در دهستان ورگهان بخش مرکزی شهرستان اهر واقع شده‌است.این روستا ۹۹ نفر جمعیت دارد.